# Neptis meridiei
Neptis meridiei är en fjärilsart som beskrevs av William Doherty 1891. Neptis meridiei ingår i släktet Neptis och familjen praktfjärilar. Inga underarter finns listade i Catalogue of Life.